# グレッグ・アラキ
グレッグ・アラキ (Gregg Araki、1959年12月17日 - ) はアメリカ合衆国カリフォルニア州出身の映画監督である。

## 略歴
ロサンゼルスで生まれ、サンタバーバラで育った日系三世。南カリフォルニア大学で映画制作を学んだ。
インディペンデント映画界で活躍し、現代のティーンエイジャーやゲイの人々をよく描いている。2010年にはカンヌ国際映画祭で『カブーン!』がクィア・パルムを受賞した。

## 主な監督作品
- 途方に暮れる三人の夜 Three Bewildered People in the Night  (1987)
- リビング・エンド The Living End  (1992)
- トータリー・ファックト・アップ Totally F***ed Up  (1993)
- ドゥーム・ジェネレーション The Doom Generation  (1995)
- ノーウェア Nowhere  (1997)
- スプレンダー/恋する3ピース Splendor  (1999)
- ミステリアス・スキン Mysterious Skin  (2004)
- スマイリー・フェイス Smiley Face (2007)
- カブーン! Kaboom (2010)
- ブリザード 凍える秘密 White Bird in a Blizzard (2014)
- 13の理由 (テレビドラマ) 13 Reasons Why   (2017)
- ナウ・アポカリプス 〜夢か現実か!? ユリシーズと世界の終わり Now Apocalypse (2019) 製作総指揮・監督・原案・脚本